# Christensocialisme
Christensocialisme is een stroming die een samenleving voorstaat gebaseerd op voor hen belangrijke christelijke principes zoals medemenselijkheid, solidariteit en naastenliefde. Aanhangers van het christensocialisme willen deze principes verwezenlijken via een vorm van socialistische samenleving.

## Inspiratie uit de Bijbel
Christensocialisten nemen vaak passages uit de Bijbel als uitgangspunt voor hun principes. Zij zien daarin de roep om een samenleving zonder armoede, kleinere sociale ongelijkheid en hulp aan mensen die het moeilijk hebben. Passages waar christensocialisten waarde aan hechten zijn:
- Het tweede gebod komt op hetzelfde neer: “Heb uw naaste net zo lief als uzelf.” (Mattheüs 22:39)[2]
- Want God helpt de armen en verlost hen van hun onderdrukkers. (Psalmen 109:31)[3]
- Verkoop je bezittingen en geef de opbrengst aan wie te kort hebben. (Lucas 12:33)[4]
- Allen die geloofden, vormden een gemeenschap en deelden alles samen. Ze verkochten hun have en goed en het geld werd uitgedeeld; iedereen kreeg zoveel als hij nodig had. (Handelingen II 42: 47)[5]
- Niemand eiste iets van wat hij bezat voor zichzelf op, integendeel: alles was gemeenschappelijk bezit. (...) Want wie landerijen of huizen bezaten, verkochten die. Het geld van de verkoop brachten ze naar de apostelen en ze legden het aan hun voeten neer. En iedereen kreeg zoveel toebedeeld als hij nodig had. (Handelingen IV 32: 35)[5]

Sommige christelijke socialisten menen dat Jezus Christus de eerste socialist was, en dat men in gemeenschap van goederen moest gaan leven (of in ieder geval een sober leven leiden), in overeenstemming met Handelingen 2 en 4.

## Denkers binnen het christensocialisme
Een van de belangrijkste denkers binnen het christensocialisme is de Duitse theoloog Karl Barth (1886-1968). Barth zag in het socialisme een uitwerking van christelijke idealen zoals naastenliefde. Zijn leer kwam tot stand in de context van het Duitsland van zijn tijd, dat gedomineerd werd door het militaristische Pruisen. In Nederland werd zijn leer vooral populair nadat de Eerste Wereldoorlog uitbrak. Leden van de Nederlandse Christen Studenten Vereniging (NCSV) waren aanhangers van zijn leer, ook wel barthianen genoemd.

### Brits christensocialisme
Het Britse christensocialisme heeft zich enigszins zelfstandig ontwikkeld van het christensocialisme op het vasteland van Europa. De grondlegger van het Britse christensocialisme was de Anglicaanse priester (en hoogleraar) Frederick Denison Maurice (1805-1872) die christelijk socialisme ziet als een vorm van praktische naastenliefde en stichtte met medestanders de Working Men's College in Londen waar volwassenen uit de lagere klassen onderwijs ontvingen. Dit onderwijs was vooral praktisch, maar men gaf er ook lezingen over verschillende onderwerpen als literatuur, godsdienst en zedelijkheid. Maurice was ervan overtuigd dat arbeiders door degelijk onderwijs hun positie in de samenleving konden verbeteren. Dit standpunt was buitengewoon progressief, omdat deze mening amper gedeeld werd. Overal in het land werden er scholen opgericht waar in navolging van de Working Men's College volwassenonderwijs werd gegeven. Maurice was ook betrokken bij het oprichten van verschillende gebruikerscoöperaties. In wezen koesterde Maurice een behoudend wereldbeeld waarin de hogere standen zorg moesten dragen voor de lagere standen. In zijn optiek ging dit lange tijd goed, totdat de Industriële Revolutie de standsverhoudingen dusdanig had vertroebeld en de nieuwe middenklasse, gespeend van een christelijke levensovertuiging, de aan hun toevertrouwde werknemers niet meer zagen als broeders, maar nog slechts als loonarbeiders. Terugkeer naar de christelijke wortels van de samenleving zou een einde maken aan het fenomeen van het lompenproletariaat en zou ook het broederschapsideaal (d.i. wat Maurice uiteindelijk onder het christensocialisme verstond) worden hersteld. Tegelijkertijd wist Maurice ook wel dat de edelen en de hogere standen in het verleden ook niet altijd even sociaal en rechtvaardig met hun dienstknechten omsprongen, maar dat gebeurde soms wel en vaker dan in de tijd dat Maurice zelf leefde. De momenten dat de edelen zich om hun knechten bekommerden en zich rechtvaardig opstelden waren momenten in de geschiedenis waarin het Koninkrijk van God volgens Maurice even oplichtte. Op de fragmentarische gerechtigheid in het verleden moet de toekomstige samenleving worden opgebouwd. Een socialistische samenleving moet volgens Maurice niet worden gevormd naar de socialistische beginselen, maar zij is er reeds: Gods universele familie waarvan Christus het Hoofd is en waarin allen broeders zijn. ("The assertion of an actual living community under Christ in which (...) there is spiritual fellowship and practical cooperation.") Concluderend kan men zeggen dat Maurice naast wat progressieve ideeën, zoals de verheffing van de arbeider en de oprichting van gebruikerscoöperatieven, er toch voornamelijk klassieke conservatieve opvattingen op nahield: een bevoogdende rol voor de hogere standen t.o.v. de lagere standen en het tegengaan van de invloed van de opkomende middenklasse en hun andere kijk op zedelijkheid en hun afwijzen van de traditionele moraal (wat bij Maurice zoveel betekend als de verwerping van de christelijke moraal zoals hij die begreep). 
Maurice was overigens niet onverdeeld gelukkig met de term christensocialisme, hij vreesde dat het zou leiden tot een tweedeling: een groep gelovigen die zich "christian socialists" noemden en zich het lot van hun medemens aantrokken en een andere groep die hiervan verschoond kon blijven, omdat die taak al werd vervuld door de christensocialisten. Het lot van de medemens is volgens Maurice de taak van iedere christen. Maurice keert zich tegen de gedachte dat het christensocialisme een ideologie ("System") is. Dit is volgens hem een misvatting, ideologieën, in zijn tijd in Engeland het liberalisme en het conservatisme, wijst hij af, ook al waardeert hij de positieve elementen binnen het liberalisme en het conservatisme. "Ernstige" mensen uit beide partijen kunnen christensocialist zijn. Soms lijkt hij de term "[mede]menselijkheid" te prefereren boven "christensocialisme," wat volgens hem toch op hetzelfde neerkomt. Interessant is het dat de staat (overheid) in het denken van Maurice eigenlijk geen rol krijgt toebedeeld om de misstanden aan te pakken door bijvoorbeeld het instellen van een sociaal vangnet, die taak is weggelegd voor de Kerk. Ook het onderwijs, dat Maurice zo aan het hart gaat, is een taak van de Kerk en niet van de overheid. Hij verwerpt dan ook de scheiding van Kerk en Staat.
Charles Kingsley (1819-1875), tijdgenoot en vriend van Maurice en evenals hij priester geldt als progressiever in zijn opvattingen. Net als Maurice is hij een overtuigd christensocialist, maar ziet wel degelijk een rol voor de overheid weggelegd om de sociale misstanden tegen te gaan. Net als Maurice heeft hij een elitaire kijk op de samenleving en voor hem is de bevoogdende rol van de hogere standen t.o.v. de lagere klassen doorslaggevend voor het creëren van een harmonieuze samenleving. Ook stond hij niet afwijzend tegenover de democratie, dat volgens hem gewoon een andere naam was voor socialisme. Deze laatste opvatting werd gedeeld door John Malcolm Forbes Ludlow (1821-1911), eveneens een christensocialist.
Het christensocialisme is momenteel vooral bekend in Groot-Brittannië, waar de Christian-Socialist Movement onderdeel is van de Labour Party.

## Christensocialisme in Nederland
De christensocialistische beweging was in Nederland vooral actief rond de Eerste Wereldoorlog. Omstreeks 1900 leidde een christelijk-socialistische beweging tot het opzetten van een eigen vakbond en woningbouwvereniging. De beweging werd echter afgewezen door zowel de katholieke geestelijkheid en door orthodoxe marxisten. 
In 1907 werd de Bond van Christen-Socialisten (BSC) opgericht. Bekende gezichten van deze partij waren Anke van der Vlies, Daan van der Zee, Willy Kruyt en Bart de Ligt. Na een scheuring in de BSC ontstonden in 1920 Christelijke Volkspartij (Nederland) en de Bond van Religieuze Anarcho-Communisten. 
De christelijk-socialistische beweging legde uiteindelijk de basis voor de Eindhovense afdeling van de SDAP, waar de beweging vervolgens in op ging. In 1926 richtte Harm van Houten de Christelijk-Democratische Unie op, een centrumlinkse partij die sociaal beleid en pacifisme combineerde met christelijke principes. In 1946 fuseerde de CDU met de SDAP en de Vrijzinnig-Democratische Bond tot de Partij van de Arbeid (Nederland), waarbinnen een Protestants-Christelijke Werkgemeenschap actief bleef. 
Een bekende christensocialist was Willem Banning. De socialistische dominee was een prominent lid van de SDAP en later van de PvdA. Een van de beroemdste uitspraken van een christensocialist kwam van Hendrik Kraemer, die zei: "Ik ben het allebei geworden. Ik ben socialist, omdat ik Christen ben en ben Christen door Gods genade”. Ook Fedde Schurer (CDU, SDAP, PvdA) en Jan Buskes (CDU, SDAP, PvdA) en Gerard Slotemaker de Bruine (SDAP, PvdA, PSP) waren bekende politici die christelijke principes binnen de sociaaldemocratie en het socialisme introduceerden.
Momenteel zijn christensocialisten vooral te vinden binnen de huidige christelijk-sociale ChristenUnie en binnen de socialistische SP. Binnen het christelijke geloof maken christensocialisten tegenwoordig vaak deel uit van de evangelische stroming.